# Andrena korovini
Andrena korovini är en biart som beskrevs av Osytshnjuk 1986. Andrena korovini ingår i släktet sandbin, och familjen grävbin. Inga underarter finns listade i Catalogue of Life.